# Premier district congressionnel du New Jersey
Le 1er district congressionnel du New Jersey est un district de l'État américain du New Jersey. Le district, qui comprend Camden et la banlieue sud de Philadelphie, est représenté par le Démocrate Donald Norcross depuis novembre 2014. Il fait partie des districts démocrates les plus fiables du New Jersey, car il est principalement composé du Comté de Camden, dominé par les démocrates.

## Comtés et municipalités dans le district
Pour le 118e Congrès et les successifs, sur la base du redécoupage à la suite du recensement de 2020, le district contient tout ou partie de trois comtés et 52 municipalités.

### Comté de Burlington(2)
Maple Shade Township, Palmyra

### Comté de Camden(36)
Les 36 municipalités.

### Comtés de Gloucester(14)
Deptford Township, East Greenwich Township (en partie, également le 2e), Glassboro, Mantua, Monroe Township, National Park, Paulsboro, Pitman, Washington Township, Wenonah, West Deptford Township, Westville, Woodbury Heights, Woodbury

## Historique de vote
| Année | Poste      | Résultats                |
| ----- | ---------- | ------------------------ |
| 2000  | Président  | Gore 63,0 % – 34,0 %     |
| 2004  | Président  | Kerry 61,0 % – 39,0 %    |
| 2008  | Président  | Obama 65,0 % – 34,0 %    |
| 2012  | Président  | Obama 65,0 % – 34,0 %    |
| 2013  | Gouverneur | Christie 57,0 % - 41,0 % |
| 2016  | Président  | Clinton 61,0 % – 36,0 %  |
| 2017  | Gouverneur | Murphy 64,0 % - 33,0 %   |
| 2020  | Président  | Biden 62,0 % – 36,0 %    |
| 2020  | Sénat      | Booker 62,0 % - 36,0 %   |
| 2021  | Gouverneur | Murphy 57,0 % - 42,0 %   |

## Liste des Représentants

### 1789 - 1813: Un siège
| Membre                             | Parti                 | Années                    | Congrès | Histoire électorale                                 |
| ---------------------------------- | --------------------- | ------------------------- | ------- | --------------------------------------------------- |
| Sièges élus at-large jusqu'à 1799. |                       |                           |         |                                                     |
| John Condit (en)                   | Républicain-Démocrate | 4 mars 1799 - 3 mars 1801 | 6e      | Élu en 1798. Redécoupage vers le district at-large. |
| Sièges élu at-large après 1801     |                       |                           |         |                                                     |

### 1813 - 1815: Deux sièges
De 1813 à 1815, deux sièges ont été créés, élus at-large sur un seul bulletin de vote
| Années                        | Congrès | Siège A            | Siège A               | Siège A                                                                                          |                  | Siège B               | Siège B                                             | Siège B |
| Années                        | Congrès | Membre             | Parti                 | Histoire électorale                                                                              | Membre           | Parti                 | Histoire électorale                                 |         |
| March 4, 1813 – March 3, 1815 | 13e     | Lewis Condict (en) | Républicain-Démocrate | Redécoupage depuis le district at-large et réélu en 1813. Redécoupage vers le district at-large. | Thomas Ward (en) | Républicain-Démocrate | Élu en 1813. Redécoupage vers le district at-large. |         |

Les sièges sont élus at-large à partir de 1815.

### 1843 - Présent: Un siège
Les sièges ont été élus at-large jusqu'à 1843
| Membre                          | Parti                 | Années                             | Congrès     | Histoire électorale | Zone géographique                                                                 |
| ------------------------------- | --------------------- | ---------------------------------- | ----------- | --- | --------------------------------------------------------------------------------- |
| District établit le 4 mars 1843 |                       |                                    |             | |                                                                                   |
| Lucius Q.C. Elmer (en)          | Démocrate             | 4 mars 1843 - 3 mars 1845          | 28e         | Élu en 1842. Perd sa réélection. | Atlantic, Cape May, Cumberland, Gloucester et Salem                               |
| James G. Hampton (en)           | Whig                  | 4 mars 1845 - 3 mars 1849          | 29e , 30e   | Élu en 1844. Réélu en 1846. Retrait. | Atlantic, Camden, Cape May, Cumberland, Gloucester et Salem                       |
| Andrew K. Hay (en)              | Whig                  | 4 mars 1849 - 3 mars 1851          | 31e         | Élu en 1848. Retrait. | Atlantic, Camden, Cape May, Cumberland, Gloucester et Salem                       |
| Nathan T. Stratton (en)         | Démocrate             | 4 mars 1851 - 3 mars 1855          | 32e , 33e   | Élu en 1850. Réélu en 1852. Retrait. | Atlantic, Camden, Cape May, Cumberland, Gloucester et Salem                       |
| Isaiah D. Clawson (en)          | Opposition Party (en) | 4 mars 1855 - 3 mars 1857          | 34e , 35e   | Élu en 1854. Réélu en 1856. Retrait. | Atlantic, Camden, Cape May, Cumberland, Gloucester et Salem                       |
| Isaiah D. Clawson (en)          | Républicain           | 4 mars 1857 - 3 mars 1859          | 34e , 35e   | Élu en 1854. Réélu en 1856. Retrait. | Atlantic, Camden, Cape May, Cumberland, Gloucester et Salem                       |
| John T. Nixon (en)              | Républicain           | 4 mars 1859 - 3 mars 1863          | 36e , 37e   | Élu en 1858. Réélu en 1860. Retrait. | Atlantic, Camden, Cape May, Cumberland, Gloucester et Salem                       |
| John F. Starr (en)              | Républicain           | 4 mars 1863 - 3 mars 1867          | 38e , 39e   | Élu en 1862. Réélu en 1864. Retrait. | Atlantic, Camden, Cape May, Cumberland, Gloucester et Salem                       |
| William Moore (en)              | Républicain           | 4 mars 1867 - 3 mars 1871          | 40e , 41e   | Élu en 1866. Réélu en 1868. Perd sa renomination. | Atlantic, Camden, Cape May, Cumberland, Gloucester et Salem                       |
| John W. Hazelton (en)           | Républicain           | 4 mars 1871 - 3 mars 1875          | 42e , 43e   | Élu en 1870. Réélu en 1872. Perd sa réélection. | Atlantic, Camden, Cape May, Cumberland, Gloucester et Salem                       |
| John W. Hazelton (en)           | Républicain           | 4 mars 1871 - 3 mars 1875          | 42e , 43e   | Élu en 1870. Réélu en 1872. Perd sa réélection. | 1873–1893: Camden, Cape May, Cumberland, Gloucester et Salem                      |
| Clement H. Sinnickson (en)      | Républicain           | 4 mars 1875 - 3 mars 1879          | 44e , 45e   | Élu en 1874. Réélu en 1876. Retrait. |                                                                                   |
| George M. Robeson               | Républicain           | 4 mars 1879 - 3 mars 1883          | 46e , 47e   | Élu en 1878. Réélu en 1880. Perd sa réélection. |                                                                                   |
| Thomas M. Ferrell (en)          | Démocrate             | 4 mars 1883 - 3 mars 1885          | 48e         | Élu en 1882. Perd sa réélection. |                                                                                   |
| George Hires (en)               | Républicain           | 4 mars 1885 - 3 mars 1889          | 49e , 50e   | Élu en 1884. Réélu en 1886. Retrait. |                                                                                   |
| Christopher A. Bergen (en)      | Républicain           | 4 mars 1889 - 3 mars 1893          | 51e , 52e   | Élu en 1888. Réélu en 1890. Perd sa renomination. |                                                                                   |
| Henry C. Loudenslager (en)      | Républicain           | 4 mars 1893 - 12 août 1911         | 53e - 62e   | Élu en 1892. Réélu en 1894. Réélu en 1896. Réélu en 1898. Réélu en 1900. Réélu en 1902. Réélu en 1904. Réélu en 1906. Réélu en 1908. Réélu en 1910. Décède. | Camden,Gloucester,Salem                                                           |
| Vacant                          | Vacant                | 12 août 1911 - 7 novembre 1911     | 62e         | | Camden,Gloucester,Salem                                                           |
| William J. Browning (en)        | Républicain           | 7 novembre 1911 - 24 mars 1920     | 62e - 66e   | Élu pour terminer le mandat de Loudenslager. Réélu en 1912. Réélu en 1914. Réélu en 1916. Réélu en 1918. Décès. | Camden,Gloucester,Salem                                                           |
| Vacant                          | Vacant                | 24 mars 1920 - 2 novembre 1920     | 66e         | | Camden,Gloucester,Salem                                                           |
| Francis F. Patterson (en)       | Républicain           | 2 novembre 1920 - 3 mars 1927      | 66e - 69e   | Élu pour terminer le mandat de Browning. Réélu pour un mandat complet. Réélu en 1922. Réélu en 1924. Perd sa renomination. | Camden,Gloucester,Salem                                                           |
| Charles A. Wolverton (en)       | Républicain           | 4 mars 1927 - 3 janvier 1959       | 70e - 85e   | Élu en 1926. Réélu en 1928. Réélu en 1930. Réélu en 1932. Réélu en 1934. Réélu en 1936. Réélu en 1938. Réélu en 1940. Réélu en 1942. Réélu en 1944. Réélu en 1946. Réélu en 1948. Réélu en 1950. Réélu en 1952. Réélu en 1954. Réélu en 1956. Retrait.                                                                              | Camden,Gloucester,Salem                                                           |
| William T.Cahill (en)           | Républicain           | 3 janvier 1959 - 3 janvier 1967    | 86e - 89e   | Élu en 1958. Réélu en 1960. Réélu en 1962. Réélu en 1964. Redécoupage vers le 6e district. | Camden,Gloucester,Salem                                                           |
| John E. Hunt (en)               | Républicain           | 3 janvier 1967 - 3 janvier 1975    | 90e - 93e   | Élu en 1966. Réélu en 1968. Réélu en 1970. Réélu en 1972. Perd sa réélection. | 1967–1973 Gloucester et parties de Camden                                         |
| John E. Hunt (en)               | Républicain           | 3 janvier 1967 - 3 janvier 1975    | 90e - 93e   | Élu en 1966. Réélu en 1968. Réélu en 1970. Réélu en 1972. Perd sa réélection. | 1973–1985 Gloucester et parties de Camden                                         |
| James Florio                    | Démocrate             | 3 janvier 1975 - 16 janvier 1990   | 94e - 101e  | Élu en 1974. Réélu en 1976. Réélu en 1978. Réélu en 1980. Réélu en 1982. Réélu en 1984. Réélu en 1986. Réélu en 1988. Démissionne lorsqu'élu Gouverneur. |                                                                                   |
| James Florio                    | Démocrate             | 3 janvier 1975 - 16 janvier 1990   | 94e - 101e  | Élu en 1974. Réélu en 1976. Réélu en 1978. Réélu en 1980. Réélu en 1982. Réélu en 1984. Réélu en 1986. Réélu en 1988. Démissionne lorsqu'élu Gouverneur. | 1985–1993 Parties de Burlington, Camden et Gloucester                             |
| Vacant                          | Vacant                | 16 janvier 1990 - 6 novembre 1990  | 101e        | |                                                                                   |
| Rob Andrews                     | Démocrate             | 6 novembre 1990 - 18 février 2014  | 101e - 113e | Élu pour terminer le mandat de Florio. Réélu pour un mandat complet. Réélu en 1992. Réélu en 1994. Réélu en 1996. Réélu en 1998. Réélu en 2000. Réélu en 2002. Réélu en 2004. Réélu en 2006. Réélu en 2008. Réélu en 2010. Réélu en 2012. Démissionne à la suite d'une enquête du Comité d'Éthique de la Chambre des Représentants. |                                                                                   |
| Rob Andrews                     | Démocrate             | 6 novembre 1990 - 18 février 2014  | 101e - 113e | Élu pour terminer le mandat de Florio. Réélu pour un mandat complet. Réélu en 1992. Réélu en 1994. Réélu en 1996. Réélu en 1998. Réélu en 2000. Réélu en 2002. Réélu en 2004. Réélu en 2006. Réélu en 2008. Réélu en 2010. Réélu en 2012. Démissionne à la suite d'une enquête du Comité d'Éthique de la Chambre des Représentants. | 1993–2003 Parties de Burlington, Camden et Gloucester                             |
| Rob Andrews                     | Démocrate             | 6 novembre 1990 - 18 février 2014  | 101e - 113e | Élu pour terminer le mandat de Florio. Réélu pour un mandat complet. Réélu en 1992. Réélu en 1994. Réélu en 1996. Réélu en 1998. Réélu en 2000. Réélu en 2002. Réélu en 2004. Réélu en 2006. Réélu en 2008. Réélu en 2010. Réélu en 2012. Démissionne à la suite d'une enquête du Comité d'Éthique de la Chambre des Représentants. | 2003–2013 Parties de Burlington (Maple Shade et Palmyra), Camden et Gloucester    |
| Rob Andrews                     | Démocrate             | 6 novembre 1990 - 18 février 2014  | 101e - 113e | Élu pour terminer le mandat de Florio. Réélu pour un mandat complet. Réélu en 1992. Réélu en 1994. Réélu en 1996. Réélu en 1998. Réélu en 2000. Réélu en 2002. Réélu en 2004. Réélu en 2006. Réélu en 2008. Réélu en 2010. Réélu en 2012. Démissionne à la suite d'une enquête du Comité d'Éthique de la Chambre des Représentants. | 2013–2023 Parties de Burlington (Maple Shade et Palmyra), Camden et Gloucester    |
| Vacant                          | Vacant                | 18 février 2014 - 12 novembre 2014 | 113e        | |                                                                                   |
| Donald Norcross                 | Démocrate             | 12 novembre 2014 - Présent         | 113e - 118e | Élu pour terminer le mandat d'Andrews. Réélu pour un mandat complet. Réélu en 2016. Réélu en 2018. Réélu en 2020. Réélu en 2022. |                                                                                   |
| Donald Norcross                 | Démocrate             | 12 novembre 2014 - Présent         | 113e - 118e | Élu pour terminer le mandat d'Andrews. Réélu pour un mandat complet. Réélu en 2016. Réélu en 2018. Réélu en 2020. Réélu en 2022. | 2023–Présent Camden, parties de Burlington (Maple Shade et Palmyra) et Gloucester |

## Résultats des récentes élections
Voici le résultats des dix précédents cycles électoraux dans le district

### 2004
| Élection de 2002 du 1er district congressionnel du New Jersey | Élection de 2002 du 1er district congressionnel du New Jersey | Élection de 2002 du 1er district congressionnel du New Jersey | Élection de 2002 du 1er district congressionnel du New Jersey | Élection de 2002 du 1er district congressionnel du New Jersey |
| ------------------------------------------------------------- | ------------------------------------------------------------- | ------------------------------------------------------------- | ------------------------------------------------------------- | ------------------------------------------------------------- |
| Parti                                                         | Parti                                                         | Candidat                                                      | Votes                                                         | %                                                             |
|                                                               | Démocrate                                                     | Rob Andrews (sortant)                                         | 201 163                                                       | 75,0                                                          |
|                                                               | Républicain                                                   | S. Daniel Hutchinson                                          | 66 109                                                        | 24,6                                                          |
|                                                               | Indépendant                                                   | Arturo Fulvio Croce                                           | 931                                                           | 0,3                                                           |
| Total des votes                                               | Total des votes                                               | Total des votes                                               | 268 203                                                       | 100 %                                                         |
|                                                               | Les Démocrates conservent                                     |                                                               |                                                               |                                                               |

### 2006
Rob Andrews, le Représentant sortant n'a pas eu d'opposants en 2006.

### 2008
| Élection de 2008 du 1er district congressionnel du New Jersey | Élection de 2008 du 1er district congressionnel du New Jersey | Élection de 2008 du 1er district congressionnel du New Jersey | Élection de 2008 du 1er district congressionnel du New Jersey | Élection de 2008 du 1er district congressionnel du New Jersey |
| ------------------------------------------------------------- | ------------------------------------------------------------- | ------------------------------------------------------------- | ------------------------------------------------------------- | ------------------------------------------------------------- |
| Parti                                                         | Parti                                                         | Candidat                                                      | Votes                                                         | %                                                             |
|                                                               | Démocrate                                                     | Rob Andrews (sortant)                                         | 206 453                                                       | 68,1                                                          |
|                                                               | Républicain                                                   | Dale Glading                                                  | 74 001                                                        | 24,4                                                          |
|                                                               | Vert                                                          | Matthew Thieke                                                | 74 001                                                        | 0,6                                                           |
|                                                               | Indépendant                                                   | Margaret W. Chapman                                           | 1 258                                                         | 0,4                                                           |
|                                                               | Indépendant                                                   | Everitt M. Williams III                                       | 9 187                                                         | 3,0                                                           |
|                                                               | Indépendant                                                   | Alvin Lindsay                                                 | 10 345                                                        | 3,4                                                           |
| Total des votes                                               | Total des votes                                               | Total des votes                                               | 303 171                                                       | 100 %                                                         |
|                                                               | Les Démocrates conservent                                     |                                                               |                                                               |                                                               |

### 2010
| Élection de 2010 du 1er district congressionnel du New Jersey | Élection de 2010 du 1er district congressionnel du New Jersey | Élection de 2010 du 1er district congressionnel du New Jersey | Élection de 2010 du 1er district congressionnel du New Jersey | Élection de 2010 du 1er district congressionnel du New Jersey |
| ------------------------------------------------------------- | ------------------------------------------------------------- | ------------------------------------------------------------- | ------------------------------------------------------------- | ------------------------------------------------------------- |
| Parti                                                         | Parti                                                         | Candidat                                                      | Votes                                                         | %                                                             |
|                                                               | Démocrate                                                     | Rob Andrews (sortant)                                         | 106 334                                                       | 63,2                                                          |
|                                                               | Républicain                                                   | Dale Glading                                                  | 58 562                                                        | 34,8                                                          |
|                                                               | Vert                                                          | Mark Heacock                                                  | 1 593                                                         | 0,9                                                           |
|                                                               | Indépendant                                                   | Margaret M. Chapman                                           | 1 257                                                         | 0,7                                                           |
|                                                               | Indépendant                                                   | Nicky I. Petrutz                                              | 521                                                           | 0,3                                                           |
| Total des votes                                               | Total des votes                                               | Total des votes                                               | 168 267                                                       | 100 %                                                         |
|                                                               | Les Démocrates conservent                                     |                                                               |                                                               |                                                               |

### 2012
| Élection de 2012 du 1er district congressionnel du New Jersey | Élection de 2012 du 1er district congressionnel du New Jersey | Élection de 2012 du 1er district congressionnel du New Jersey | Élection de 2012 du 1er district congressionnel du New Jersey | Élection de 2012 du 1er district congressionnel du New Jersey |
| ------------------------------------------------------------- | ------------------------------------------------------------- | ------------------------------------------------------------- | ------------------------------------------------------------- | ------------------------------------------------------------- |
| Parti                                                         | Parti                                                         | Candidat                                                      | Votes                                                         | %                                                             |
|                                                               | Démocrate                                                     | Rob Andrews (sortant)                                         | 210 470                                                       | 68,2                                                          |
|                                                               | Républicain                                                   | Greg Horton                                                   | 92 459                                                        | 30,0                                                          |
|                                                               | Vert                                                          | John William Reitter                                          | 4 413                                                         | 1,4                                                           |
|                                                               | Réforme                                                       | Margaret Chapman                                              | 1 177                                                         | 0,4                                                           |
| Total des votes                                               | Total des votes                                               | Total des votes                                               | 308 519                                                       | 100 %                                                         |
|                                                               | Les Démocrates conservent                                     |                                                               |                                                               |                                                               |

### 2014
| Élection de 2014 du 1er district congressionnel du New Jersey | Élection de 2014 du 1er district congressionnel du New Jersey | Élection de 2014 du 1er district congressionnel du New Jersey | Élection de 2014 du 1er district congressionnel du New Jersey | Élection de 2014 du 1er district congressionnel du New Jersey |
| ------------------------------------------------------------- | ------------------------------------------------------------- | ------------------------------------------------------------- | ------------------------------------------------------------- | ------------------------------------------------------------- |
| Parti                                                         | Parti                                                         | Candidat                                                      | Votes                                                         | %                                                             |
|                                                               | Démocrate                                                     | Donald Norcross                                               | 93 315                                                        | 57,4                                                          |
|                                                               | Républicain                                                   | Garry Cobb                                                    | 64 073                                                        | 39,4                                                          |
|                                                               | Indépendant                                                   | Scott John Tomaszewski                                        | 1 784                                                         | 1,1                                                           |
|                                                               | Indépendant                                                   | Robert Shapiro                                                | 1 134                                                         | 0,7                                                           |
|                                                               | Indépendant                                                   | Margaret M. Chapman                                           | 1 103                                                         | 0,7                                                           |
|                                                               | Indépendant                                                   | Mike Berman                                                   | 634                                                           | 0,4                                                           |
|                                                               | Indépendant                                                   | Donald E. Letton                                              | 449                                                           | 0,3                                                           |
| Total des votes                                               | Total des votes                                               | Total des votes                                               | 162 492                                                       | 100 %                                                         |
|                                                               | Les Démocrates conservent                                     |                                                               |                                                               |                                                               |

### 2016
| Élection de 2016 du 1er district congressionnel du New Jersey | Élection de 2016 du 1er district congressionnel du New Jersey | Élection de 2016 du 1er district congressionnel du New Jersey | Élection de 2016 du 1er district congressionnel du New Jersey | Élection de 2016 du 1er district congressionnel du New Jersey |
| ------------------------------------------------------------- | ------------------------------------------------------------- | ------------------------------------------------------------- | ------------------------------------------------------------- | ------------------------------------------------------------- |
| Parti                                                         | Parti                                                         | Candidat                                                      | Votes                                                         | %                                                             |
|                                                               | Démocrate                                                     | Donald Norcross (sortant)                                     | 183 231                                                       | 60,0                                                          |
|                                                               | Républicain                                                   | Bob Patterson                                                 | 112 388                                                       | 36,8                                                          |
|                                                               | Indépendant                                                   | Scott John Tomaswzewski                                       | 5 473                                                         | 1,8                                                           |
|                                                               | Libertarien                                                   | Robert Shapiro                                                | 2 410                                                         | 0,8                                                           |
|                                                               | Indépendant                                                   | Michael Berman                                                | 1 971                                                         | 0,6                                                           |
| Total des votes                                               | Total des votes                                               | Total des votes                                               | 305 473                                                       | 100 %                                                         |
|                                                               | Les Démocrates conservent                                     |                                                               |                                                               |                                                               |

### 2018
| Élection de 2014 du 1er district congressionnel du New Jersey | Élection de 2014 du 1er district congressionnel du New Jersey | Élection de 2014 du 1er district congressionnel du New Jersey | Élection de 2014 du 1er district congressionnel du New Jersey | Élection de 2014 du 1er district congressionnel du New Jersey |
| ------------------------------------------------------------- | ------------------------------------------------------------- | ------------------------------------------------------------- | ------------------------------------------------------------- | ------------------------------------------------------------- |
| Parti                                                         | Parti                                                         | Candidat                                                      | Votes                                                         | %                                                             |
|                                                               | Démocrate                                                     | Donald Norcross (sortant)                                     | 169 628                                                       | 64,4                                                          |
|                                                               | Républicain                                                   | Paul E. Dilks                                                 | 87 617                                                        | 33,3                                                          |
|                                                               | Libertarien                                                   | Robert Shapiro                                                | 2 821                                                         | 1,1                                                           |
|                                                               | Indépendant                                                   | Paul Hamlin                                                   | 2 368                                                         | 0,9                                                           |
|                                                               | Indépendant                                                   | Mohammad Kabir                                                | 984                                                           | 0,4                                                           |
| Total des votes                                               | Total des votes                                               | Total des votes                                               | 263 418                                                       | 100 %                                                         |
|                                                               | Les Démocrates conservent                                     |                                                               |                                                               |                                                               |

### 2020
| Élection de 2020 du 1er district congressionnel du New Jersey | Élection de 2020 du 1er district congressionnel du New Jersey | Élection de 2020 du 1er district congressionnel du New Jersey | Élection de 2020 du 1er district congressionnel du New Jersey | Élection de 2020 du 1er district congressionnel du New Jersey |
| ------------------------------------------------------------- | ------------------------------------------------------------- | ------------------------------------------------------------- | ------------------------------------------------------------- | ------------------------------------------------------------- |
| Parti                                                         | Parti                                                         | Candidat                                                      | Votes                                                         | %                                                             |
|                                                               | Démocrate                                                     | Donald Norcross (sortant)                                     | 240 567                                                       | 62,5                                                          |
|                                                               | Républicain                                                   | Claire Gustafson                                              | 144 463                                                       | 37,5                                                          |
| Total des votes                                               | Total des votes                                               | Total des votes                                               | 385 030                                                       | 100 %                                                         |
|                                                               | Les Démocrates conservent                                     |                                                               |                                                               |                                                               |

### 2022
| Primaire Démocrate de 2022 du 1er district congressionnel du New Jersey | Primaire Démocrate de 2022 du 1er district congressionnel du New Jersey | Primaire Démocrate de 2022 du 1er district congressionnel du New Jersey | Primaire Démocrate de 2022 du 1er district congressionnel du New Jersey | Primaire Démocrate de 2022 du 1er district congressionnel du New Jersey |
| ----------------------------------------------------------------------- | ----------------------------------------------------------------------- | ----------------------------------------------------------------------- | ----------------------------------------------------------------------- | ----------------------------------------------------------------------- |
| Parti                                                                   | Parti                                                                   | Candidat                                                                | Votes                                                                   | %                                                                       |
|                                                                         | Démocrate                                                               | Donald Norcross (sortant)                                               | 44 985                                                                  | 76,7                                                                    |
|                                                                         | Démocrate                                                               | Mario De Santis                                                         | 13 696                                                                  | 23,3                                                                    |

| Primaire Républicaine de 2022 du 1er district congressionnel du New Jersey | Primaire Républicaine de 2022 du 1er district congressionnel du New Jersey | Primaire Républicaine de 2022 du 1er district congressionnel du New Jersey | Primaire Républicaine de 2022 du 1er district congressionnel du New Jersey | Primaire Républicaine de 2022 du 1er district congressionnel du New Jersey |
| -------------------------------------------------------------------------- | -------------------------------------------------------------------------- | -------------------------------------------------------------------------- | -------------------------------------------------------------------------- | -------------------------------------------------------------------------- |
| Parti                                                                      | Parti                                                                      | Candidat                                                                   | Votes                                                                      | %                                                                          |
|                                                                            | Républicain                                                                | Claire Gustafson                                                           | 13 411                                                                     | 69,0                                                                       |
|                                                                            | Républicain                                                                | Damon Galdo                                                                | 6 034                                                                      | 31,0                                                                       |

| Élection de 2022 du 1er district congressionnel du New Jersey | Élection de 2022 du 1er district congressionnel du New Jersey | Élection de 2022 du 1er district congressionnel du New Jersey | Élection de 2022 du 1er district congressionnel du New Jersey | Élection de 2022 du 1er district congressionnel du New Jersey |
| ------------------------------------------------------------- | ------------------------------------------------------------- | ------------------------------------------------------------- | ------------------------------------------------------------- | ------------------------------------------------------------- |
| Parti                                                         | Parti                                                         | Candidat                                                      | Votes                                                         | %                                                             |
|                                                               | Démocrate                                                     | Donald Norcross (sortant)                                     | 139 559                                                       | 62,3                                                          |
|                                                               | Républicain                                                   | Claire Gustafson                                              | 78 794                                                        | 35,2                                                          |
|                                                               | Indépendant                                                   | Patricia Kline                                                | 3343                                                          | 1,5                                                           |
|                                                               | Libertarien                                                   | Isaiah Fletcher                                               | 1546                                                          | 0,7                                                           |
|                                                               | Indépendant                                                   | Allen Cannon                                                  | 642                                                           | 0,3                                                           |
| Total des votes                                               | Total des votes                                               | Total des votes                                               | 223 884                                                       | 100 %                                                         |
|                                                               | Les Démocrates conservent                                     |                                                               |                                                               |                                                               |

### 2024
| Primaire Démocrate de 2024 du 1er district congressionnel du New Jersey | Primaire Démocrate de 2024 du 1er district congressionnel du New Jersey | Primaire Démocrate de 2024 du 1er district congressionnel du New Jersey | Primaire Démocrate de 2024 du 1er district congressionnel du New Jersey | Primaire Démocrate de 2024 du 1er district congressionnel du New Jersey |
| ----------------------------------------------------------------------- | ----------------------------------------------------------------------- | ----------------------------------------------------------------------- | ----------------------------------------------------------------------- | ----------------------------------------------------------------------- |
| Parti                                                                   | Parti                                                                   | Candidat                                                                | Votes                                                                   | %                                                                       |
|                                                                         | Démocrate                                                               | Donald Norcross (sortant)                                               | 61 308                                                                  | 100%                                                                    |

| Primaire Républicaine de 2024 du 1er district congressionnel du New Jersey | Primaire Républicaine de 2024 du 1er district congressionnel du New Jersey | Primaire Républicaine de 2024 du 1er district congressionnel du New Jersey | Primaire Républicaine de 2024 du 1er district congressionnel du New Jersey | Primaire Républicaine de 2024 du 1er district congressionnel du New Jersey |
| -------------------------------------------------------------------------- | -------------------------------------------------------------------------- | -------------------------------------------------------------------------- | -------------------------------------------------------------------------- | -------------------------------------------------------------------------- |
| Parti                                                                      | Parti                                                                      | Candidat                                                                   | Votes                                                                      | %                                                                          |
|                                                                            | Républicain                                                                | Theodore Liddell                                                           | 10 843                                                                     | 47,2                                                                       |
|                                                                            | Républicain                                                                | Claire Gustafson                                                           | 8687                                                                       | 37,8                                                                       |
|                                                                            | Républicain                                                                | Damon Galdo                                                                | 3410                                                                       | 14,8                                                                       |

| Élection de 2024 du 1er district congressionnel du New Jersey | Élection de 2024 du 1er district congressionnel du New Jersey | Élection de 2024 du 1er district congressionnel du New Jersey | Élection de 2024 du 1er district congressionnel du New Jersey | Élection de 2024 du 1er district congressionnel du New Jersey |
| ------------------------------------------------------------- | ------------------------------------------------------------- | ------------------------------------------------------------- | ------------------------------------------------------------- | ------------------------------------------------------------- |
| Parti                                                         | Parti                                                         | Candidat                                                      | Votes                                                         | %                                                             |
|                                                               | Démocrate                                                     | Donald Norcross (sortant)                                     | TBD                                                           | TBD                                                           |
|                                                               | Républicain                                                   | Theodore Liddell                                              | TBD                                                           | TBD                                                           |
|                                                               | Vert                                                          | Robin Brownfield                                              | TBD                                                           | TBD                                                           |
|                                                               | Indépendant                                                   | Austin Johnson                                                | TBD                                                           | TBD                                                           |
|                                                               | Indépendant                                                   | Joseph Spataro                                                | TBD                                                           | TBD                                                           |
| Total des votes                                               | Total des votes                                               | Total des votes                                               | TBD                                                           | 100 %                                                         |
|                                                               |                                                               |                                                               |                                                               |                                                               |